# Jean-François Monette
Jean-François Monette (ur. 28 października 1978 w Montrealu) – kanadyjski łyżwiarz szybki, specjalizujący się w short tracku, medalista mistrzostw świata.